# 亞歷山德里夫卡 (馬拉維斯卡市鎮)
48°32′22″N 31°38′54″E / 48.53944°N 31.64833°E
亞歷山德里夫卡（烏克蘭語：Олександрівка）是位於烏克蘭中部基洛夫格勒州裏新烏克蘭卡區的小維斯卡市鎮的村莊，海拔高度216米，2001年人口763，94%居民使用烏克蘭語。